# تنگه کاریماتا
تنگه کاریماتا (اندونزیایی: Selat Karimata) تنگه وسیعی است که دریای جنوبی چین را به دریای جاوه متصل و جزایر بلیتونگ و برونئو اندونزی را از هم جدا می‌کند. این تنگه، بزرگ‌ترین تنگه‌ای است که دریای چین جنوبی و دریای جاوه را به هم متصل می‌کند (سایر تنگه‌ها شامل تنگه‌های بانگکا و گاسپار هستند)، اما جزایر و صخره‌های متعدد آن قابلیت کشتیرانی آن را کاهش می‌دهد. هوا و جریان آن تحت تأثیر موسمی سالانه جنوب شرقی و شمال غربی است.